# Сущёвское сельское поселение
Сущёвское се́льское поселе́ние — муниципальное образование в Костромском районе Костромской области России.
Административный центр — село Сущёво.

## История
Сущёвское сельское поселение образовано 30 декабря 2004 года в соответствии с Законом Костромской области № 237-ЗКО, установлены статус и границы муниципального образования.

## Население
| 2008  | 2010  | 2012  | 2013  | 2014  | 2015  | 2016  |
| ----- | ----- | ----- | ----- | ----- | ----- | ----- |
| 3605  | ↗4499 | ↗4527 | ↗4546 | ↗4563 | ↘4561 | ↘4535 |
| 2017  | 2018  | 2019  | 2020  | 2021  |       |       |
| ↗4543 | ↘4508 | ↘4468 | ↘4423 | ↘3769 |       |       |

## Состав сельского поселения
| №  | Населённый пункт | Тип населённого пункта       | Население |
| -- | ---------------- | ---------------------------- | --------- |
| 1  | Абабурово        | деревня                      | ↗60       |
| 2  | Акулово          | деревня                      | ↗57       |
| 3  | Барское          | деревня                      | ↗2        |
| 4  | Бельково         | деревня                      | →0        |
| 5  | Болтаново        | деревня                      | ↘9        |
| 6  | Горки            | деревня                      | ↗1        |
| 7  | Жданово          | деревня                      | ↗137      |
| 8  | Иванищево        | деревня                      | →8        |
| 9  | Крутик           | деревня                      | ↗230      |
| 10 | Невежино         | деревня                      | ↘46       |
| 11 | Пестрюнино       | деревня                      | →0        |
| 12 | Прибрежный       | посёлок                      | ↗425      |
| 13 | Сущёво           | село, административный центр | ↗1445     |
| 14 | Шувалово         | посёлок                      | ↗1266     |